# グーフィーの野球教室
『グーフィーの野球教室』（グーフィーのやきゅうきょうしつ、原題：How to Play Baseball）は、ウォルト・ディズニー・プロダクション（現：ウォルト・ディズニー・カンパニー）が製作した1942年9月4日公開のアニメーション短編映画作品。グーフィーの短編映画シリーズの6作目である。グーフィーの教室シリーズの第4作目。

## あらすじ
グーフィー似た野球選手が試合をし、ナレーションが解説をしながら野球の説明をする。

## キャスト
| キャラクター | 原語版               | 旧吹き替え版 | 新吹き替え版 |
| ------------ | -------------------- | ------------ | ------------ |
| グーフィー   | ジョージ・ジョンソン | 小山武宏     | 島香裕       |
| ナレーター   | フレッド・シールズ   | 江原正士     | 大平透       |

## スタッフ
| 製作                   | ウォルト・ディズニー                                   |
| 音楽                   | ポール・J・スミス                                      |
| グーフィー担当作画監督 | オリー・ジョンストン                                   |
| 作画監督               | ビル・ティトラ、ミルト・カール、ウォード・キンボール   |
| レイアウト             | アル・ジンネン                                         |
| 原画                   | レス・クラーク、マーク・デイヴィス、ヒュー・フレイザー |
| 監督                   | ジャック・キニー                                       |

## 映像ソフト化
- 『夢と魔法の宝石箱 ミッキーのバケーション』（VHS、ブエナ・ビスタ・ホーム・エンターテイメント、新吹き替え版）